# 乌拉伊 (巴西)
乌拉伊是巴西巴拉那州的一个市镇。总面积237.806平方公里，总人口11793人，人口密度49.6人/平方公里。